# René Ledent
René Ledent (8 de novembro de 1907) é um ex-futebolista belga que competiu na Copa do Mundo FIFA de 1934.